# Orbassano
Orbassano és un municipi italià, situat a la regió de Piemont i a la ciutat metropolitana de Torí. L'any 2004 tenia 21.667 habitants.